# Howard Candler
Howard Candler, (16 de março de 1851 — 12 de março de 1929), foi o filho mais velho de Asa Griggs Candler. 

## Descrição
Em 1917, Howard Candler ganhou o controle completo da The Coca-Cola Company como um presente de Natal de seu pai, Asa Griggs Candler. Seus irmãos mais novos tomaram assentos do conselho de administração, enquanto ele ficou responsável pelas operações. Junto com seus irmãos, ele trabalhou por apenas dois anos, e depois vendeu ao Grupo Woodruff. Howard faleceu em 1929, após ter sofrido um derrame em 1926.